# Ivan Janjušević
Ivan Janjušević (cyr. Ивaн Jaњушeвић; ur. 5 listopada 1986 w Nikšiciu) – czarnogórski piłkarz grający na pozycji bramkarza w Balzan F.C.

## Kariera klubowa
Karierę rozpoczął w 2004 w Sutjesce. W 2007 trafił do Mogrenu Budva, a w 2011 został zawodnikiem Vasasu Budapeszt. W czerwcu 2012 wrócił do Sutjeski, z którą podpisał czteroletni kontrakt. W czerwcu 2015 opuścił klub. W styczniu 2016 przeszedł do maltańskiego Balzan F.C.

## Kariera reprezentacyjna
W reprezentacji Czarnogóry rozegrał 1 mecz. Miało to miejsce 27 maja 2008, a rywalem Czarnogórców był Kazachstan.

## Osiągnięcia
- Mistrzostwo Czarnogóry (3): 2009, 2011, 2013
- Puchar Czarnogóry (1): 2008